# William Legge, VI conte di Dartmouth
William Heneage Legge, VI conte di Dartmouth (Londra, 6 maggio 1851 – Patshull Hall, 11 marzo 1936), è stato un politico inglese.

## Biografia
Era il figlio di William Legge, V conte di Dartmouth, e di sua moglie, Lady Augusta, figlia di Heneage Finch, V conte di Aylesford. Studiò all'Eton College e al Christ Church (Oxford). È stato anche un giocatore di cricket per Marylebone Cricket Club nel 1877.

## Carriera politica
Legge entrò in Parlamento nel 1878 come deputato per West Kent, seggio che mantenne fino al 1885, quando è stato eletto per Lewisham. Nello stesso anno divenne membro del Consiglio privato e fu nominato Viceciambellano of the Household nel primo governo Salisbury. I conservatori persero il potere nel gennaio del 1886, ma ricoprì nuovamente la stessa carica ancora sotto Salisbury nel mese di luglio dello stesso anno, un incarico che ha mantenuto fino al 1891, quando successe al padre.
Nel mese di ottobre dello stesso anno è stato anche nominato Lord luogotenente dello Staffordshire, fino al 1927. È stato anche un assessore della giunta regionale dello Staffordshire e un giudice di pace per Staffordshire e Shropshire. Nel luglio 1901 è stato nominato un nuovo membro della Royal Commission on Historical Manuscripts.
Lord Dartmouth era colonnello onorario del V battaglione di volontari della South Staffordshire Regiment dal 1891, e del 46th North Midland Divisional Train del Royal Army Service Corps (1908-1928).

## Matrimonio
Sposò, il 18 dicembre 1879, Lady Mary Coke (1849-28 dicembre 1929), figlia di Thomas Coke, II conte di Leicester. Ebbero cinque figli:
- William Legge, VII conte di Dartmouth (22 febbraio 1881-28 febbraio 1958);
- Gerald Legge (30 aprile 1882-9 agosto 1915);
- Lady Dorothy Legge (24 giugno 1883-28 luglio 1974), sposò Francis Meynell, ebbero cinque figli;
- Lady Margaret Joan Legge (21 febbraio 1885-4 luglio 1939);
- Humphrey Legge, VIII conte di Dartmouth (14 marzo 1888-16 ottobre 1962).

## Morte
Morì l'11 marzo 1936 a Patshull Hall, nello Staffordshire.

## Ascendenza
|                                         |                                          |                                                  | Genitori                                  |  |  | Nonni |  |  | Bisnonni                                |  |  | Trisnonni                                |  |
|                                         |                                          |                                                  |                                           |  |  |       |  |  | 8. George Legge, III conte di Dartmouth |  |  | 16. William Legge, II conte di Dartmouth |  |
|                                         |                                          |                                                  |                                           |  |  |       |  |  | 8. George Legge, III conte di Dartmouth |  |  | 16. William Legge, II conte di Dartmouth |  |
|                                         |                                          | 17. Frances Catherine Nicoll                     |                                           |  |  |       |  |  | 8. George Legge, III conte di Dartmouth |  |  |                                          |  |
| 4. William Legge, IV conte di Dartmouth |                                          |                                                  |                                           |  |  |       |  |  | 8. George Legge, III conte di Dartmouth |  |  |                                          |  |
|                                         |                                          | 9. Frances Finch                                 | 18. Heneage Finch, III conte di Aylesford |  |  |       |  |  |                                         |  |  |                                          |  |
|                                         |                                          | 9. Frances Finch                                 | 18. Heneage Finch, III conte di Aylesford |  |  |       |  |  |                                         |  |  |                                          |  |
|                                         |                                          | 9. Frances Finch                                 | 19. Charlotte Seymour                     |  |  |       |  |  |                                         |  |  |                                          |  |
| 2. William Legge, V conte di Dartmouth  |                                          | 9. Frances Finch                                 |                                           |  |  |       |  |  |                                         |  |  |                                          |  |
|                                         |                                          | 10. Charles Chetwynd-Talbot, II conte Talbot     | 20. John Chetwynd-Talbot, I conte Talbot  |  |  |       |  |  |                                         |  |  |                                          |  |
|                                         |                                          | 10. Charles Chetwynd-Talbot, II conte Talbot     | 20. John Chetwynd-Talbot, I conte Talbot  |  |  |       |  |  |                                         |  |  |                                          |  |
|                                         |                                          | 10. Charles Chetwynd-Talbot, II conte Talbot     | 21. Charlotte Hill                        |  |  |       |  |  |                                         |  |  |                                          |  |
| 5. Frances Chetwynd-Talbot              |                                          | 10. Charles Chetwynd-Talbot, II conte Talbot     |                                           |  |  |       |  |  |                                         |  |  |                                          |  |
|                                         |                                          | 11. Frances Lambart                              | 22. Charles Lambart                       |  |  |       |  |  |                                         |  |  |                                          |  |
|                                         |                                          | 11. Frances Lambart                              | 22. Charles Lambart                       |  |  |       |  |  |                                         |  |  |                                          |  |
|                                         |                                          | 11. Frances Lambart                              | 23. Frances Dutton                        |  |  |       |  |  |                                         |  |  |                                          |  |
| 1. William Legge, VI conte di Dartmouth |                                          | 11. Frances Lambart                              |                                           |  |  |       |  |  |                                         |  |  |                                          |  |
|                                         | 12. Heneage Finch, IV conte di Aylesford | 24. Heneage Finch, III conte di Aylesford (= 18) |                                           |  |  |       |  |  |                                         |  |  |                                          |  |
|                                         | 12. Heneage Finch, IV conte di Aylesford | 24. Heneage Finch, III conte di Aylesford (= 18) |                                           |  |  |       |  |  |                                         |  |  |                                          |  |
|                                         | 12. Heneage Finch, IV conte di Aylesford | 25. Charlotte Seymour (= 19)                     |                                           |  |  |       |  |  |                                         |  |  |                                          |  |
| 6. Heneage Finch, V conte di Aylesford  | 12. Heneage Finch, IV conte di Aylesford |                                                  |                                           |  |  |       |  |  |                                         |  |  |                                          |  |
|                                         |                                          | 13. Louisa Thynne                                | 26. Thomas Thynne, I marchese di Bath     |  |  |       |  |  |                                         |  |  |                                          |  |
|                                         |                                          | 13. Louisa Thynne                                | 26. Thomas Thynne, I marchese di Bath     |  |  |       |  |  |                                         |  |  |                                          |  |
|                                         |                                          | 13. Louisa Thynne                                | 27. Elizabeth Bentinck                    |  |  |       |  |  |                                         |  |  |                                          |  |
| 3. Augusta Finch                        |                                          | 13. Louisa Thynne                                |                                           |  |  |       |  |  |                                         |  |  |                                          |  |
|                                         |                                          | 14. George Greville, II conte di Warwick         | 28. Francis Greville, I conte di Warwick  |  |  |       |  |  |                                         |  |  |                                          |  |
|                                         |                                          | 14. George Greville, II conte di Warwick         | 28. Francis Greville, I conte di Warwick  |  |  |       |  |  |                                         |  |  |                                          |  |
|                                         |                                          | 14. George Greville, II conte di Warwick         | 29. Elizabeth Hamilton                    |  |  |       |  |  |                                         |  |  |                                          |  |
| 7. Augusta Sophia Greville              |                                          | 14. George Greville, II conte di Warwick         |                                           |  |  |       |  |  |                                         |  |  |                                          |  |
|                                         |                                          | 15. Henrietta Vernon                             | 30. Richard Vernon                        |  |  |       |  |  |                                         |  |  |                                          |  |
|                                         |                                          | 15. Henrietta Vernon                             | 30. Richard Vernon                        |  |  |       |  |  |                                         |  |  |                                          |  |
|                                         |                                          | 15. Henrietta Vernon                             | 31. Evelyn Leveson-Gower                  |  |  |       |  |  |                                         |  |  |                                          |  |
|                                         |                                          | 15. Henrietta Vernon                             |                                           |  |  |       |  |  |                                         |  |  |                                          |  |